# Petržalka
Petržalka (deutsch Engerau – auch Audorf, ungarisch Pozsonyligetfalu – bis 1907 Ligetfalu) ist ein Stadtteil von Bratislava (deutsch Pressburg). Die westliche Grenze des Stadtteiles ist identisch mit der Staatsgrenze zu Österreich mit den Grenzübergängen Berg und Kittsee. Es ist das Gebiet mit der höchsten Bevölkerungsdichte in der Slowakei.

## Gliederung

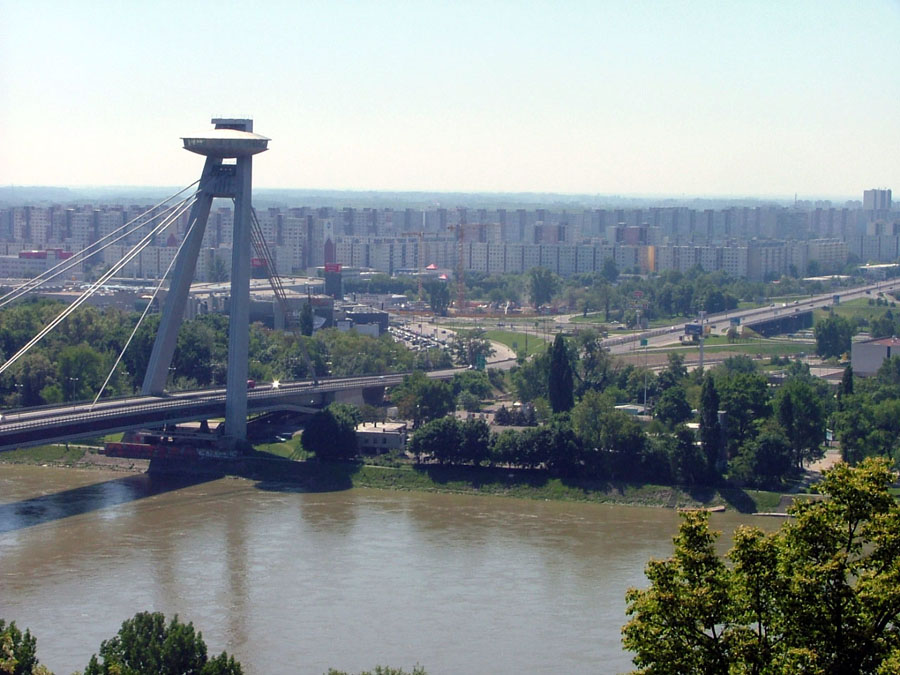
Blick auf die Neubauten von Petržalka mit dem Pylon der Brücke des Slowakischen Nationalaufstandes

Petržalka besteht aus den drei Hauptteilen Háje (bedeutet „Auwald“) im Nordosten, Lúky (Wiesenäcker) im Süden und Dvory (bedeutet „Höfe“) im Nordwesten. Weitere Ortslagen sind Ovsište (deutsch Habern), Kopčany (deutsch Kittsee), Zrkadlový háj (deutsch Spiegelhaufen), Janíkov dvor (deutsch Antonienhof), Starý háj (Alte Au) und Kapitulský dvor (Kapitelhof).

## Wichtige Objekte
Im Stadtteil befinden sich fünf Brücken über die Donau – von West nach Ost sind dies die Lanfranconi-Brücke, die Brücke des Slowakischen Nationalaufstandes, die Alte Brücke, die Apollo-Brücke und die Hafenbrücke.
Die Alte Brücke wurde in den Jahren 2014–16 erneuert. Über sie fährt auch die Straßenbahn nach Petržalka.
Die Autobahnen D2 (Prag–Bratislava–Budapest) und D1 (Bratislava–Žilina–Košice) umranden den Stadtteil von Westen und Norden und treffen sich am Autobahnknoten Bratislava-Pečňa nahe der Grenze zu Österreich. Die Große Pferderennbahn, der Badesee Veľký Draždiak und Bratislavas Messegelände Incheba liegen ebenfalls in Petržalka.
Die Wirtschaftsuniversität Bratislava (Ekonomická univerzita, EU) hat hier ihren Sitz. Zudem befindet sich hier seit ein paar Jahren ein wichtiger auf internationale Zugverbindungen spezialisierter Bahnhof (Bratislava-Petržalka) und im südöstlichen Teil das größte und neueste Bratislavaer Krankenhausgelände.
Entlang der Donau befinden sich immer noch Auwälder. Am Donauufer befindet sich der Janko-Kráľ-Park (Sad Janka Kráľa), einer der ältesten öffentlichen Parks Europas (1774). Er enthielt und enthält zum Teil heute noch zahlreiche exotische Bäume und Pflanzen. Er wurde 1945 nach dem slowakischen Dichter und Revolutionsführer Janko Kráľ benannt, der hier gern verweilte. Neben zahlreichen Statuen (Petőfi, Kráľ und andere) steht im Zentrum des Parks die ursprüngliche gotische Turmspitze der im Stadtzentrum Bratislavas befindlichen Franziskanerkirche.

## Name
Wohl erst am Anfang des 20. Jahrhunderts entstand der slowakische Name Petržalka (seit 1919 dann offiziell), der vom Wort petržal (deutsch Petersilie, hochslowakisch petržlen) abgeleitet ist, weil die hiesigen Gartenkolonien Bratislava mit Gemüse versorgten. Der Name lässt sich also etwa mit „Petersilien“ übersetzen.

## Geschichte

### Mittelalter – Vorläufer Petržalkas
Seit Menschengedenken existierte in dieser Gegend eine international wichtige Furt, die in der römischen Zeit ein Bestandteil des römischen Grenzschutzsystems war.
Nach heutigem Wissensstand wurde diese von diversen Donauarmen und Hochwassern geprägte Gegend erst im 13. Jahrhundert besiedelt. Damals gehörte das Gebiet Deutschwestungarn zum Königreich Ungarn (bis 1919).
Als erstes werden die (längst nicht mehr existenten) durch die damals großen Donauarme gebildeten zwei Donauinseln erwähnt – 1225 Mogorsciget (Ungarninsel) und 1225 Beseneusciget (Pötscheninsel im heutigen Nordwesten Petržalkas). An den Pötschen erinnerte noch vor einigen Jahren der slowakische Name eines heute ausgetrockneten Donauarms – „Pečňa / Pečnianske rameno“ (gleich neben der Grenze zu Österreich, an der Stelle der heutigen Autobahn zwischen der Brücke des Slowakischen Nationalaufstandes und der Lanfranconi-Brücke).
Im Jahr 1225 erwähnt dann eine Urkunde des Königs Andreas II. den Maierhof Fl(u)ecendorf/Wlocendorf. Dieser soll im Gemeindegebiet einer am Donauufer bei der Fähre gegenüber der Burg von Pressburg gelegenen Petschenegensiedlung entstanden sein (die Petschenegen wurden im Königreich Ungarn als Grenzwächter des Gyepűsystems eingesetzt). Er war wohl von deutschen Siedlern besiedelt.
Im Jahr 1278 wird das Gebiet mit dem Namen Flezyndorph in einer Urkunde von König Ladislaus IV. erwähnt, in der dieses durch die Verheerungen der Mongolen (1241/1242) entvölkerte Gebiet an das Domkapitel von Pressburg verschenkt wird, welches dann mehrere Jahrhunderte lang sein Besitzer blieb. Im Jahre 1317 wird aber bereits eine „villa“ namens Flezyndorf erwähnt. Um 1400 wohnte in diesem Gebiet ein Teil der Fährleute.

### Neuzeit – Entstehung Petržalkas
Die heutige Gemeinde entstand am Anfang der Neuzeit als eine neue Siedlung, während Flezyndorf weiter bestand. Ihr Name war deutsch und lautete Engerau, d. h. „die engere Au“, im Gegensatz zu der breiteren Au, von der sie durch den sogenannten Kapitelarm der Donau (Kapitulské rameno, seit dem 19. Jahrhundert nicht mehr existent) getrennt war. 1493 wird als älteste Version von Engerau die Form Ungerau erwähnt, die entweder dieselbe Bedeutung wie das spätere Engerau hat oder einfach „Ungarau“ („ungarisches Dorf“) bedeutete.
Engerau war im 16. Jahrhundert wohl anfangs von Deutschen besiedelt, aber höchstwahrscheinlich noch im gleichen Jahrhundert haben sich hier – so wie in anderen damaligen Vororten Pressburgs (Jahrndorf/Jarovce, Karlburg/Rusovce, Kittsee usw.) – auch die vor Türken flüchtenden Kroaten angesiedelt.
1596 wird Engerau als ein etwa 30 Bauernniederlassungen umfassender Bestandteil des Herrenguts von Devín („Theben“) erwähnt. In der zweiten Hälfte des 17. Jahrhunderts war es aber bereits teils Bestandteil des Herrenguts der Pálffys von der Pressburger Burg, teils Bestandteil des Herrenguts des Pressburger Domkapitels, das hier einen Meierhof hatte. Später kauften die Bewohner Engeraus den Anteil der Pálffys auf.
1672 wird zum ersten Mal ein kirchliches Bauwerk erwähnt, und zwar auf einer Anhöhe am oben genannten Pečianske rameno erwähnt. Karten von 1753 und 1763 zeigen auf dem Gebiet des heutigen Petržalka zwei Gemeinden – Flocendorf und Engerau. Hinter den auf Geheiß von Maria Theresia von 1771 durch die Stadt Pressburg errichteten Dämmen zum Schutz vor den alljährlich wiederkehrenden Hochwassern wird 1774 die Stern-Allee (später Au, Aupark, seit 1945 Sad Janka Kráľa) angelegt. Der Park entstand aus einem Auwald. Er diente Erholungs- aber auch militärischen Zwecken (da von einem Damm umgeben). 1786 wird Engerau als ein deutsches Dorf (wohl einschließlich germanisierter Kroaten) erwähnt, das den Pálffys von Pressburg gehörte und mit Pressburg mit einer „fliegenden Brücke“ verbunden war. Die meisten Einwohner waren Fährleute und Gärtner, die Gemüse in Pressburg verkauften.

### 19. Jahrhundert
Während der Napoleonischen Kriege wurde Engerau 1809 durch die Belagerung Pressburgs schwer in Mitleidenschaft gezogen. Vom 3. Juni bis zum 12. Juli haben napoleonische Truppen Engerau besetzt und von hier aus unter anderem Pressburg beschossen, das dann am 12. Juli den Franzosen (vorübergehend) übergeben wurde.
Danach wurde Engerau immer mehr zum Erholungsort der Pressburger, so entstanden hier mehrere Gastwirtschaften, das berühmte Au-Café (1826) und die Arena (1828, ein offenes Sommertheater in dem auch Schauspieler aus Wien und Budapest spielten) und andere.

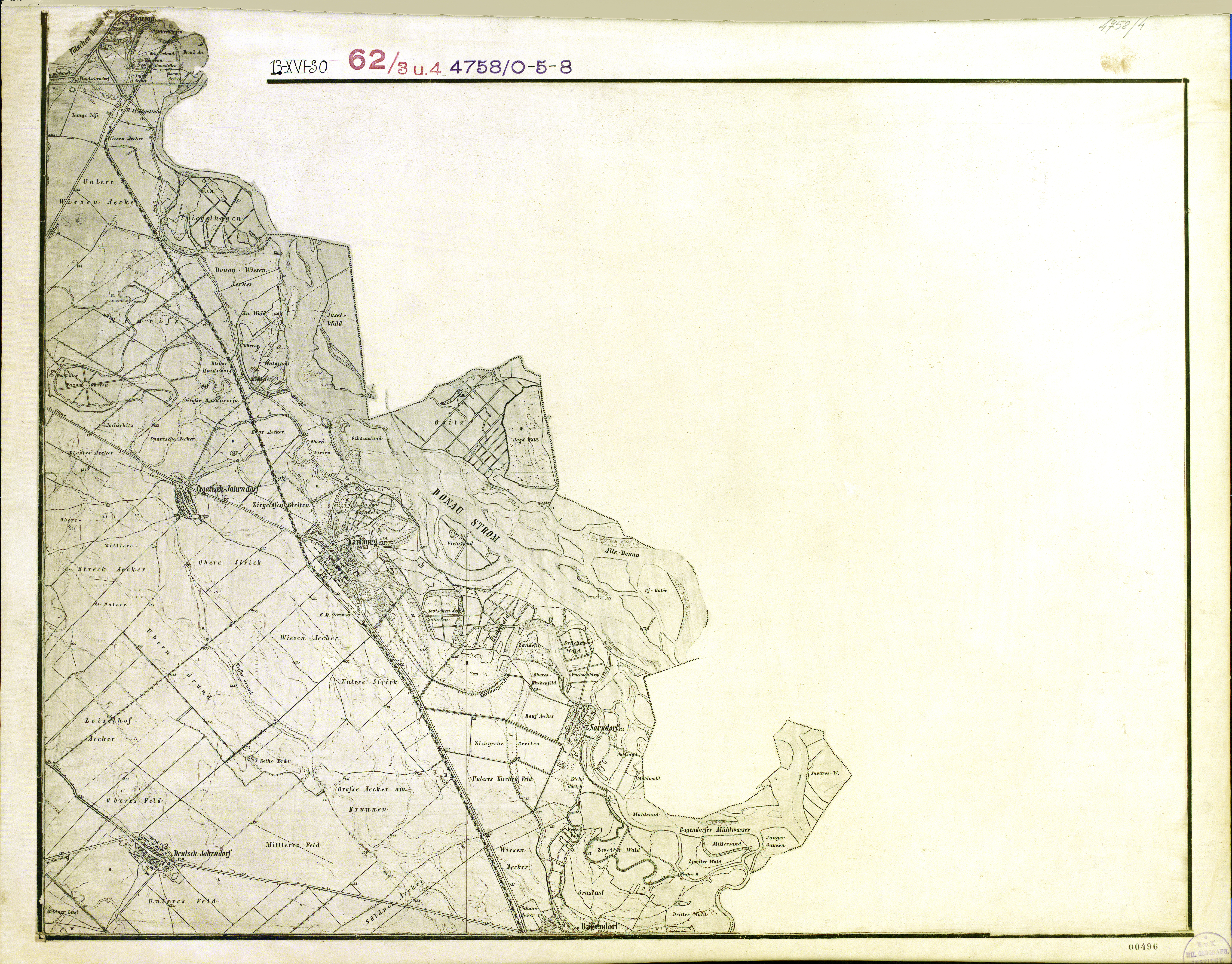
Engerau/Ligetfalu und südöstliche Umgebung (links oben) um 1873 (Aufnahmeblatt der Landesaufnahme)

1863 taucht zum ersten Mal der ungarische Name Ligetfalva auf, aus dem sich die spätere Form Ligetfalu (d. h. etwa Audorf) entwickelte. Im Jahr 1866 hatte der deutschsprachige und eher arme Ort nur 594 Einwohner und 103 Häuser zu verzeichnen. 1891 wurde die stählerne Brücke in die Pressburger Altstadt eröffnet, nachdem die vorherigen Brücken immer aus Holz bestanden hatten und immer wieder durch Eisstöße oder Hochwasser bedroht oder zerstört worden waren. Der Ort bekam in diesem Jahr auch einen Eisenbahnanschluss an der Strecke von Pressburg nach Szombathely. Es folgte eine schnelle und intensive Industrialisierung (Dampfsägewerk – Firma Harsch, Fabriken für Emaillewaren – Familie Westen, Schläuche, Ziegel – Firma Durvay, Gummiprodukte – 1905 Firma Gumon Avenarius – heute Matador und anderes), durch die sich die Bauern- und Händlerbevölkerung vorwiegend in Arbeiter wandelte.

### Anfang des 20. Jahrhunderts
Im Jahr 1890 (Volkszählung) hatte der Ort 905 Einwohner, davon 87,8 % Deutsche, 6,0 % Slowaken und 3,9 % Ungarn.
Durch die bald danach einsetzende Massenzuwanderung vor allem slowakischer Bauern, die zu Industriearbeitern wurden, veränderten sich die ethnischen Verhältnisse dramatisch. 1921 (Volkszählung) gab es 3861 Einwohner, davon nur mehr 52,9 % Deutsche, 32,4 % Slowaken und 14,5 % Ungarn.
Im Jahr 1914 wurde durch die Pressburger Bahn eine direkte Verbindung Petržalkas nach Wien geschaffen. Eine Eisenbahnverbindung von Pressburg nach Wien bestand bereits seit 1848 über Marchegg (nördlich der Donau).
Nach dem Ersten Weltkrieg (ab 1918) wurde der Ort am 14. August 1919 an die neu gegründete Tschechoslowakei angeschlossen (siehe Bratislavaer Brückenkopf), nachdem bereits am 7. Januar 1919 der (alte) Stadtrat sowie der (neue) Gespan von Bratislava vom für die Slowakei zuständigen tschechoslowakischen Minister persönlich den Anschluss dieses Gebietes verlangten, da die slowakische Bürgerschaft von Bratislava hier ihre Besitztümer und die Bewohner ihre Arbeitsplätze hatten. 1923 wurde dem Ort nach einer Grenzkorrektur ein Teil des österreichischen Orts Kittsee (Kittsee und der angeschlossene Teil heißen auf Slowakisch Kopčany) angeschlossen.
Nach 1918 verzeichnete der Ort eine rasante Entwicklung – 1918–1928 stieg die Einwohnerzahl um 200 %. 1930 lebten in Petržalka 14164 Einwohner, davon 55 % Slowaken, 22 % Deutsche und 14,3 % Ungarn. Noch 1918 lebten hier nur 3000 Menschen, davon waren die meisten (germanisierte) Kroaten, die auch im benachbarten Kittsee, Rusovce (Karlburg) und Jarovce (Kroatisch Jahrndorf) lebten.
In den 1920er Jahren war Petržalka das größte Dorf der Tschechoslowakei, hatte aber nur eine (Volks-)Schule, die schon 1848 errichtet worden war. Dieser Fakt wurde aber bald durch den Bau neuer Schulen (drei Staatliche Volksschulen, eine Bürgerschule und eine evangelische Volksschule) behoben. Die Entwicklung dieses wichtigen Industriestandorts wurde durch die günstige Lage als Verkehrsknotenpunkt noch unterstützt. Petržalka war auch ein wichtiges Zentrum der Arbeiterbewegung (Streiks, viele Wähler der Kommunistischen Partei der Tschechoslowakei etc.).

### Zugehörigkeit zum Deutschen Reich (1938–1945)

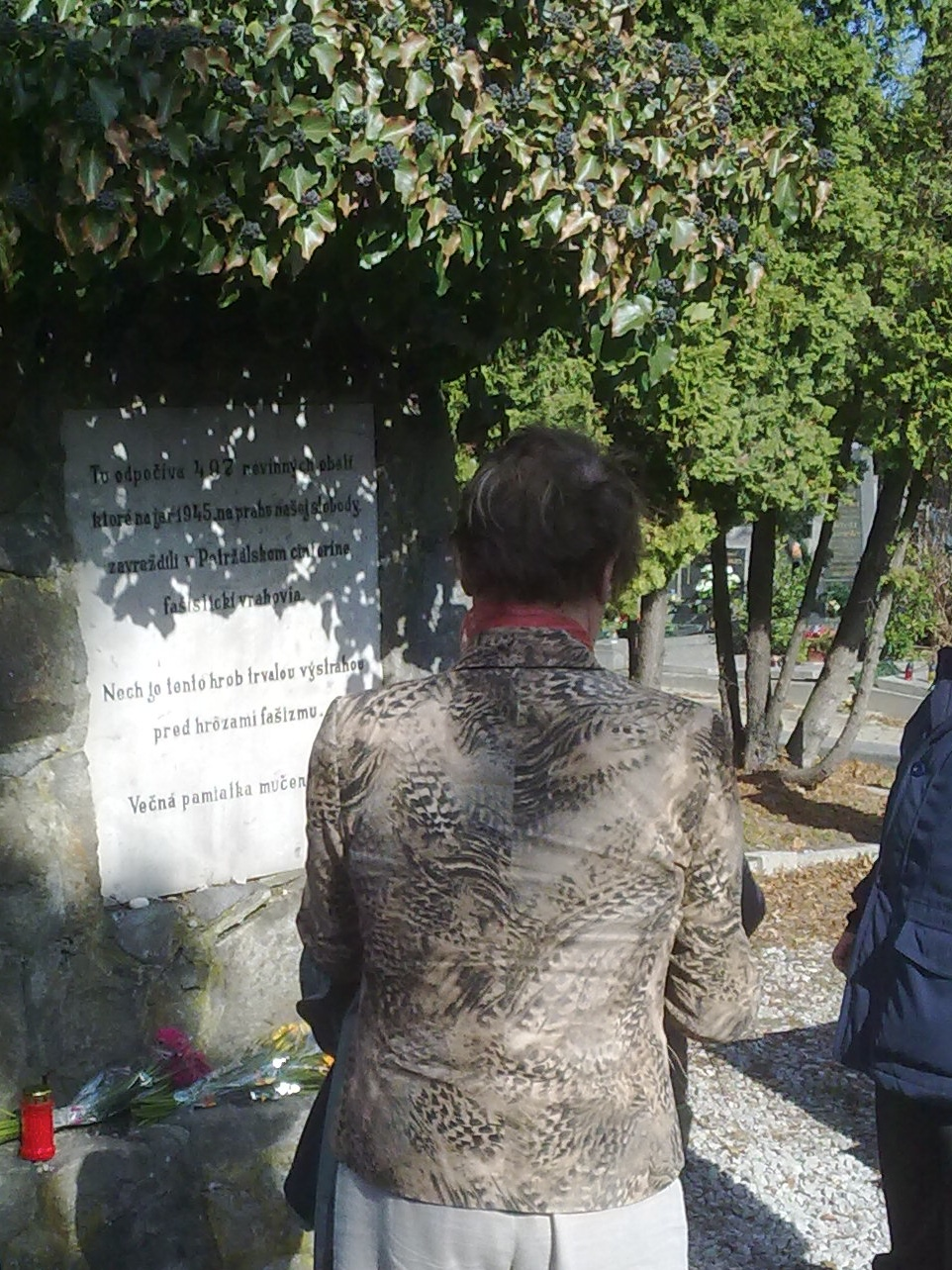
Massengrab ungarisch-jüdischer Zwangsarbeiter aus dem KZ Engerau auf dem Friedhof von Petržalka

Infolge des Münchner Abkommens wurde der Ort am 10. Oktober 1938 (wie auch das nicht weit entfernte Devín, deutsch: Theben) Niederösterreich (ab 1939: Reichsgau Niederdonau) angeschlossen, damit ein Teil des Deutschen Reiches und nach seinem deutschen Namen in Engerau (an der Donau) umbenannt. Die Besetzung dieser Gebiete erfolgte allerdings etwas später als die der deutschsprachigen Randgebiete von Böhmen und Mähren.
Hitler hat Bratislava nie besucht, dafür aber Petržalka (im November 1938), wo er vom Donauufer nach Bratislava (d. h. in das Gebiet der Tschechoslowakei) hinübersah. Dort stand auf dem anderen Ufer (als Teil des Milan-Rastislav-Štefánik-Denkmals) ein auf einem hohen Pfeiler stehender Löwe, das Wappentier der Tschechoslowakei.
Nachdem er von der Bedeutung des Löwen unterrichtet worden war, soll er gesagt haben: „Die Katz muss runter!“. Sieben Monate später wurde der Pfeiler mit dem Löwen entfernt. Er steht heute als Bestandteil des neuen Štefánik-Denkmals (Kopie der ursprünglichen Štefánik-Statue) am Donau-Ufer am neuen Einkaufszentrum Eurovea, gegenüber dem ursprünglichen Denkmal ist der Löwe jedoch um 90 Grad gedreht.
Während der Zugehörigkeit zum Deutschen Reich entstanden hier große Rüstungsbetriebe (die zwei größten Fabriken Matador und Kovosmalt wurden dem Wiener Semperit-Werk angeschlossen und mussten auf Waffenproduktion umsteigen). Deren Zulieferbetriebe und der Transportbedarf wuchsen erheblich, so dass 1941 die Strecke der Pressburgerbahn, die seit 1919 nicht mehr direkt bis in den Ort führte, wieder zum Bahnhof Engerau verlängert wurde.
Ende November 1944 wurde von den nationalsozialistischen Machthabern ein Lager für jüdische Zwangsarbeiter in Engerau eingerichtet, das bis Ende März 1945 bestand. Von den rund 2000 Häftlingen, die Schanzarbeiten am sogenannten Südostwall durchführen mussten, starben mehrere Hundert an Erschöpfung, Hunger, Kälte oder wurden von den österreichischen SA-Wachmännern bzw. politischen Leitern zu Tode misshandelt, erschlagen und erschossen. Am 29. März wurde das Lager Engerau evakuiert und die überlebenden Insassen auf einem „Todesmarsch“ von Engerau über Wolfsthal und Hainburg nach Bad Deutsch-Altenburg / Niederösterreich getrieben. Dabei kamen mehr als 100 ungarische Juden ums Leben. In Bad Deutsch-Altenburg wurden die Häftlinge auf Schiffe verladen und donauaufwärts in das KZ Mauthausen / Oberösterreich verbracht.
Aus dieser Zeit gibt es noch die beiden Grenzhäuschen, rechts und links der alten Eisenbrücke. Die Zwillingsbauten dienen heute als Galerie bzw. als Gasthaus.

### Nach dem Zweiten Weltkrieg 1945
Ab April 1945 mussten sich die vertriebenen bzw. ausgewiesenen Einwohner „deutscher Nation“ aus Pressburg sowie der ganzen Slowakei (Zipser und Hauerland) in Petržalka einfinden, von wo aus sie nach Österreich Stadt und Land verlassen mussten. Die Pressburger mussten binnen 24 Stunden ihre Häuser, Wohnungen und Betriebe verlassen und alles Hab und Gut zurücklassen. Nur mit dem Gewand am Leib sind sie in Berg eingetroffen, um dort hungernd die ersten Nächte zu verbringen, bis sie ins zerstörte Wien gekommen sind.
Am 4. April 1945, nach der Einnahme des Ortes durch die Rote Armee, wurde der Ort wieder ein Teil der Tschechoslowakei.
Eine slowakische Untersuchungskommission exhumierte auf dem Friedhof von Engerau die sterblichen Überreste von mehr als 400 Häftlingen, die in fünf Massengräbern an der nordöstlichen Mauer des städtischen Friedhofs verscharrt worden waren, und errichtete ein Mahnmal im Gedenken an die ungarisch-jüdischen Zwangsarbeiter.
Zahlreiche österreichische SA-Männer und politische Leiter wurden zwischen 1945 und 1954 in insgesamt sechs „Engerau-Prozessen“ von einem österreichischen Volksgericht abgeurteilt, neun von ihnen erhielten eine Todesstrafe und wurden hingerichtet.
Alljährlich veranstaltet der „Verein zur Erforschung nationalsozialistischer Gewaltverbrechen und ihrer Aufarbeitung“ unter der Leitung von Claudia Kuretsidis-Haider aus Wien um den Jahrestag des „Todesmarsches“ von Engerau nach Bad Deutsch-Altenburg eine Gedenkfahrt.
Die deutsche Bevölkerung wurde nach 1945 aus Engerau vertrieben. Sofort nach dem Ende der Kampfhandlungen des Zweiten Weltkrieges erklärte der wiedereingesetzte Präsident der Tschechoslowakei Edvard Beneš die „Notwendigkeit der Aussiedlung“ der Deutschen und Ungarn. Der kommunistische Politiker Gustáv Husák drückte es noch krasser aus; im Juni 1945 sagte er in Poprad in Hinblick auf die Vertreibung der Deutschen: „Ich will deutsche Konzentrationslager sehen und keine deutschen Dörfer!“ In der Engerau (slow. Petržalka) wurde bereits im April 1945 ein „Auffanglager“ (Konzentrationslager) für die Deutschen, die ausgesiedelt werden sollten, errichtet. Die inhaftierten Personen waren bis zu ihrem Aussiedlungstermin zur unentgeltlichen Arbeit verpflichtet. Bereits im September 1945 sandte die Ortsverwaltung von Petržalka (NV v Petržalke) dem Slowakischen Nationalrat (slowakisch Slovenská národná rada) ein Memorandum, in dem es heißt: „Das Lager ist unzureichend hygienisch ausgestattet, wodurch massenweise Infektionskrankheiten ausgelöst werden. Der Mangel an Arztkräften und von Desinfektionsmitteln verursacht Epidemien, die sich nicht nur im Lager, sondern auch in der Ortschaft außerhalb des Lagers ausbreiten. Bisher hatten wir 92 Todesfälle, die durch die Epidemie ausgelöst wurden. Da sich die Situation täglich verschlechtert und täglich weitere Todesfälle zu erwarten sind, fordern wir die Auflösung des Konzentrationslagers.“ In dieser Zeit hielten sich 1637 Personen im Lager auf. Die Aussiedlungen der Deutschen hielten bis zum Jahresende 1946 an; in dieser Zeit wurden aus dem Lager Engerau 3730 Deutsche ausgesiedelt.
Am 1. April 1946 wurde dann Petržalka offiziell Stadtteil von Bratislava, damals – und 1985–1990 dann noch einmal – als der 5. Stadtbezirk (obvod).

### Neubau Petržalkas

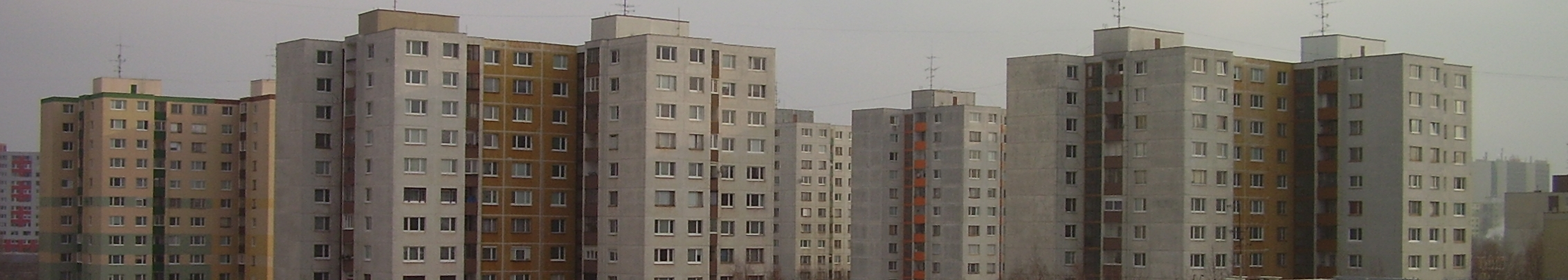
Typischer Blick auf die Neubauten von Petržalka

1966 wurde ein internationaler urbanistischer Wettbewerb für eine „urbanistische Ideenlösung für den südlichen Stadtbezirk der Stadt Bratislava“ ausgerufen. Eingereicht wurden 84 Vorschläge von Architekten und Urbanisten aus 19 Ländern. Das internationale Komitee vergab keine ersten oder zweiten Preise, dafür fünf dritte Preise, belohnte weitere sechs Vorschläge und vergab neun Anerkennungen. Die Präsentation der Vorschläge war anschließend Teil eines Urbanistentreffens in Bratislava im Jahr 1967, das im Anschluss an den 9. Kongress der UIA in Prag stattfand. Die Endpläne sollten nach Grundlage der siegreichen Vorschläge, internationalen Seminare und unter Berücksichtigung fachlicher Diskussionen und Kommentare ausgereift werden, dieses Vorhaben wurde aber durch das Ende des Prager Frühlings im August 1968 und folgende Normalisierungspolitik unterbrochen und nicht weiter verfolgt. Stattdessen wurde ein neues Projekt des Staatsunternehmens Stavoprojekt unter der Leitung der Architekten Jozef Chovanec und Stanislav Talaš, das zwar die Ergebnisse des urbanistischen Wettbewerbs teilweise berücksichtigte, unter dem Druck der Wohnungsknappheit und wegen wirtschaftlicher Probleme mussten viele Teile ausgelassen wurden. Nach dieser Grundlage begann 1973 ein ehrgeiziges Bauvorhaben des sozialistischen Staates und Petržalka wurden in den 1970er und 1980er Jahren zu einer sozialistischen Planstadt ausgebaut, in der Plattenbauten aus Beton, umgeben von Grün, dominieren. Der Grundstein wurde am 2. April 1973 am heutigen Platz Námestie hraničiarov gelegt. Der alte Ort verschwand durch die Bauvorhaben fast komplett, dafür entstanden Plattenbauten, Krankenhäuser, Schulen und Einkaufszentren für die Stadt in der Stadt. Zuerst konzentrierte sich der Bau im nordöstlichen Ortsteil Háje und in den Ortslagen Starý háj und Ovsište. Die ersten zwei Wohnplattenbauten an der heutigen Straße Romanova wurden 1977 kollaudiert. In den frühen 1980er Jahren begannen Bauarbeiten im südlichen Ortsteil Lúky und kurz danach auch im Ortsteil Dvory, wo zugleich der alte Ort größtenteils assaniert wurde. Bis 1990 waren Plattenbauten in diesen Ortsteilen fertig. In der letzten Bauphase sollte die zentrale Nord-Süd-Verbindung sowie die Metrolinie zum Stadtzentrum errichtet werden, nach der politischen Wende 1989 wurden die Arbeiten aber eingestellt.
Räumlich dominiert heute eine Stadtautobahnverbindung (D1) entlang der Donau. Diese leitet den Verkehr in Süd-Nord-Richtung um die Stadt herum. An ihr entstand zwischen dem rechten Donauufer und der Plattenbausiedlung eine moderne Glasfassadenarchitektur mit höheren Dienstleistungen. Bis 2005 wurde auch die fünfte Brücke, die Apollo-Brücke (Most Apollo), über die Donau errichtet. Die fertige Brücke wurde zwischen dem 16. und 21. September 2004 in einer spektakulären Aktion über die Donau geschoben. Es handelt sich um die größte Brücke, die je von Menschen in einem Stück bewegt wurde.
Knapp vor dem Ende des Sozialismus in der Slowakei begann (bei der Donau) der Bau der ersten U-Bahn-Linie aus Petržalka ins Stadtzentrum – der ersten U-Bahn in der Slowakei. Nach der Samtenen Revolution ist es jedoch nicht mehr gelungen, das notwendige Geld wieder aufzutreiben und sämtliche Versuche, zumindest eine „leichte“ U-Bahn zu bauen, scheiterten und wurden 2003 gänzlich aufgegeben.
Statt der U-Bahn wurde eine „Schnellstraßenbahn“, die das städtische Straßenbahnnetz auf dem rechten Donauufer erweitert, errichtet. Der erste Teil von der Alten Brücke zur Haltestelle Jungmannova wurde 2016 fertiggestellt. Im November 2021 begann der Bau der Weiterführung bis zur Endhaltestelle Južné mesto am Südende des Stadtteils, die nach mehreren Verzögerungen im Juli 2025 in Betrieb genommen wurde.

## Bevölkerung
Nach der Volkszählung 2011 wohnten im Stadtteil Petržalka 105.842 Einwohner, davon 97.654 Slowaken, 3512 Magyaren, 1200 Tschechen, 196 Russinen, 184 Mährer, 155 Deutsche, 111 Russen, 109 Polen, 107 Ukrainer, 91 Roma, 67 Bulgaren, 60 Kroaten, 50 Serben und 34 Juden. 417 Einwohner gaben eine andere Ethnie an und 1895 Einwohner machten keine Angabe zur Ethnie.
53.443 Einwohner bekannten sich zur römisch-katholischen Kirche, 5016 Einwohner zur Evangelischen Kirche A. B., 913 Einwohner zur griechisch-katholischen Kirche, 415 Einwohner zur orthodoxen Kirche, 537 Einwohner zur reformierten Kirche, 392 Einwohner zu den Zeugen Jehovas, 149 Einwohner zu den Brethren, 285 Einwohner zur evangelisch-methodistischen Kirche, 147 Einwohner zu den Baptisten, 132 Einwohner zur apostolischen Kirche, 103 Einwohner zu den christlichen Gemeinden, 97 Einwohner zur jüdischen Gemeinde, 78 Einwohner zu den Siebenten-Tags-Adventisten, 77 Einwohner zur tschechoslowakischen hussitischen Kirche, 44 Einwohner zur Bahai-Religion, 42 Einwohner zu den Mormonen, 54 Einwohner zur altkatholischen Kirche und 10 Einwohner zur neuapostolischen Kirche. 1186 Einwohner bekannten sich zu einer anderen Konfession, 35.437 Einwohner waren konfessionslos und bei 7191 Einwohnern wurde die Konfession nicht ermittelt.

## Persönlichkeiten
- Wilhelm Gärtner (1811–1875), österreichischer Schriftsteller, gestorben in Engerau